# Цари Ура
Ур — один из древнейших шумерских городов-государств древнего южного Междуречья, существовал с IV тысячелетия до IV в. до н. э. Ур был расположен в южной Вавилонии, на юге современного Телль-Эль-Мукайяр в Ираке, близ Насирии, в низовьях на западном берегу реки Евфрат. Город упоминается в Ветхом Завете как «Ур Халдейский», родина пророка Авраама.
Цари Ура
- Период правления — Правитель

## 1-я династия Ура
- ?—? — Абарги
- Ок. 2600 до н. э. — Мескаламдуг
- ?—? — Акаламдуг
- 2563—2524 до н. э. — Месанепада
- 2523—2484 до н. э. — Аанепада
- 2484 до н. э. — Гуниду
- 2483—2423 до н. э. — Мескиагнуна
- ?—? — Аннанн
- ?—? — Мескиагнанна
- ?—? — Элулу
- ?—? — Балулу
- Завоёван Лагашем

## 2-я династия Ура (с 2450 до н. э.)
- XXIII в. до н. э. — Лугаль-ане
- ?—? — Каку
- Ок. 2230 до н. э. — Элили

## Шумеро-Аккадское царство
- 3-я Династия Ура
- 2111—2094 до н. э. — Ур-Намму
- 2093—2046 до н. э. — Шульги
- 2045—2038 до н. э. — Амар-Суэн
- 2037—2028 до н. э. — Шу-Суэн
- 2027—2003 до н. э. — Ибби-Суэн
- Распалось на государства Исин, Ларса и Эшнунна
- Остальная часть завоёвана Эламом